# 云南假韶子
云南假韶子（学名：Paranephelium hystrix）为无患子科假韶子属下的一个种。